# 欧化主義
欧化主義（おうかしゅぎ）とは、近代化を進めるためにヨーロッパの様々な制度や文化を取り入れようとした思潮をいう。

## 日本
日本では1880年代に明治政府が文化・制度・風俗・習慣をヨーロッパ風にして欧米諸国に日本が近代化した事実を認めてもらおうとして採った政策（欧化政策）とこれに関連して盛んに行われた思潮・風俗の動きをいう。

### 欧化政策

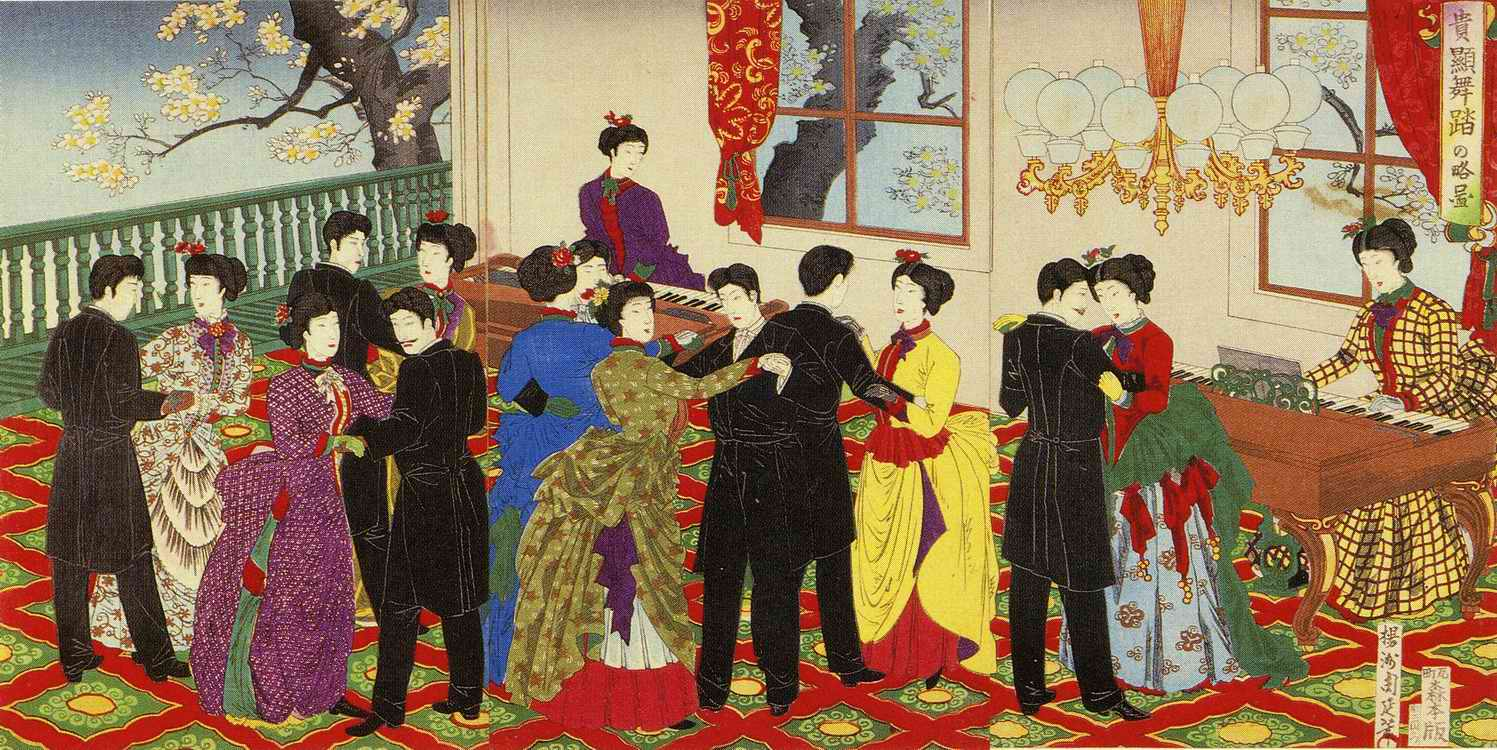
鹿鳴館での舞踏会

外務卿（後の外務大臣）井上馨を中心として、安政五カ国条約など欧米列強と締結していた不平等条約の条約改正の実現のために、憲法などの法典編纂と並行して、日本の文化をヨーロッパ風にすることで彼らが国際法の適用対象として見なす文明国の一員であることを認めさせようとしたのである。
その代表的な存在が1883年に完成した鹿鳴館であった。井上自らが鹿鳴館の主人役を務め、華族・政府高官・外交団を集めて夜会などの行事を日夜開いた。また、実現はしなかったものの、日比谷にプロシア風の大規模な官庁街を建設する構想が打ち立てられている（官庁集中計画）。また、文化面でも「改良」運動が官民ぐるみで盛んになり、1883年に矢田部良吉・外山正一による「羅馬字会」や同じく渋沢栄一・森有礼による「演劇改良会」が結成され、また欧米を真似て学会を創設する動きも盛んになった。山田美妙らによる言文一致運動もこの時期に発生している。

### 欧化主義に対する嫌悪感と国粋主義

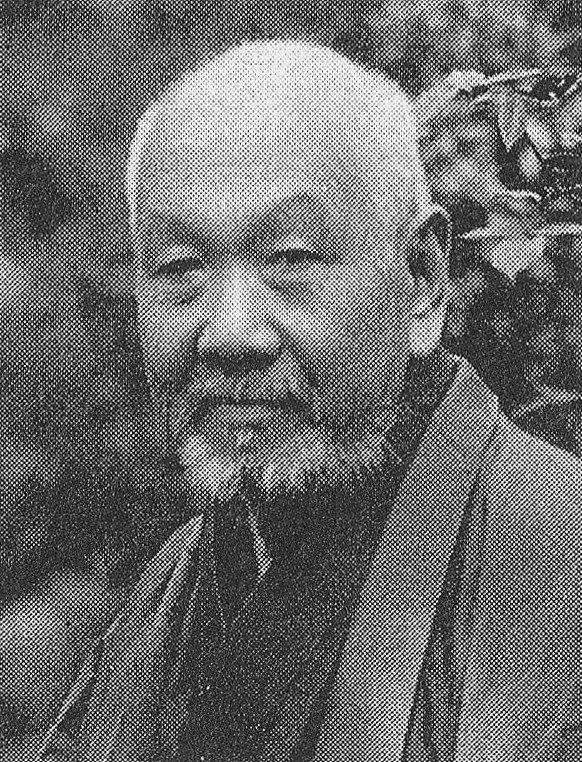
三宅雪嶺

だが、自由民権運動の弾圧、松方財政による深刻なデフレーションの状況下でのこの欧化の動きは国内的には「貴族主義的」あるいは「上からの欧化」と見られてやがて左右の反政府派の攻撃の格好の標的となった。自由民権派は鹿鳴館をもって民衆から搾り取った税金を冗費にあてているのに「財政難」と主張していると非難した。平民主義を唱える民友社の徳富蘇峰らは「貴族的欧化主義」では何も生み出さないと批判して「下からの欧化」を唱えた。更に宮中の保守派や政教社の三宅雪嶺らを中心とした国粋主義者も井上が進める外国人裁判官の起用といった条約改正交渉に対する批判も加えて政府を攻撃し、これに内大臣三条実美の周辺（東久世通禧・土方久元・尾崎三良ら）や政府の要人である井上毅や谷干城までが乗ったのである。更に1887年4月4日に久宮静子内親王（明治天皇と典侍・園祥子との間の子）が亡くなったにも関わらず、20日に首相官邸で仮装舞踏会を開催（ただし、実際は駐英公使の依頼により会場を貸しただけであった）し、26日に井上馨邸で天覧歌舞伎が行われた事に対する非難から、仮装舞踏会では政府高官による婦女暴行が行われているという風説（三島通庸の記録より）まで飛んだのである。これは大日本帝国憲法の編纂作業を指揮していた内閣総理大臣である伊藤に対する根拠のない政治的な中傷であったが、こうした風説でも保守派や民権派は伊藤内閣攻撃の材料として積極的に活用した。このため、この時の伊藤及び内閣の危機的状況を「明治20年の危機」とも呼ばれている。
こうした事態を受けて伊藤はやむなく谷と井上を更迭して大隈重信と黒田清隆を入閣させて事態の収拾を図った。だが、次の黒田内閣でも、文部大臣の森有礼は刺殺、外務大臣に留任した大隈が爆弾テロに遭遇して条約改正に失敗すると、たちまち欧化主義は衰退し、対外硬派に支えられた国粋主義が台頭することになる。もっともこの時には既に大日本帝国憲法が制定されており、見かけだけの「欧化」に依存しなくても日本の国際社会における地位は少しずつ上昇に向かっていたのである。

## ロシア
ロシアでは初代ロシア皇帝・ピョートル1世が欧化政策をとったことで知られている。その欧化政策は国内のヨーロッパ化を目的としていたわけではなく近代化を目的としていた。しかし、ピョートル1世の欧化政策は僧侶など一部の者を除いて顎ひげをヨーロッパ風に整えることやフランス風あるいはドイツ風の服装の着用を強制するなど極端な面もあった。